# Campionat del Món de vela
El Campionat del Món de vela (en anglès: ISAF Sailing World Championships) és la competició de vela esportiva per seleccions més important del món. S'organitza cada quatre anys des de 2003 per la Federació Internacional de Vela (ISAF). És una avantsala per als Jocs Olímpics, ja que els participants millor classificats de cada classe obtenen per mitjà d'aquesta competició la seva classificació per a les següents olimpíades.

## Historial
| Edició      | Any  | Seu       | País      | Regatistes | Nacions |
| ----------- | ---- | --------- | --------- | ---------- | ------- |
| I detalls   | 2003 | Cadis     | Espanya   | 1.472      | 71      |
| II detalls  | 2007 | Cascais   | Portugal  | 1.396      | 78      |
| III detalls | 2011 | Fremantle | Austràlia | 789        | 76      |
| IV detalls  | 2014 | Santander | Espanya   |            |         |

## Medaller històric
- Inclou resultats fins a Perth 2011

| Posició | País          | Or | Argent | Bronze | Total |
| 1       | Austràlia     | 6  | 1      | 3      | 10    |
| 2       | Regne Unit    | 5  | 4      | 7      | 16    |
| 3       | Països Baixos | 3  | 4      | 1      | 8     |
| 4       | Espanya       | 3  | 1      | 2      | 6     |
| 5       | Brasil        | 3  | 1      | 0      | 4     |
| 6       | Polònia       | 2  | 3      | 0      | 5     |
| 7       | Estats Units  | 2  | 1      | 3      | 6     |
| 8       | Israel        | 2  | 0      | 3      | 5     |
| 9       | França        | 1  | 3      | 2      | 6     |
| 10      | Grècia        | 1  | 1      | 0      | 2     |
|         | Noruega       | 1  | 1      | 0      | 2     |
| 12      | Belarús       | 1  | 0      | 0      | 1     |
|         | Itàlia        | 1  | 0      | 0      | 1     |
|         | Portugal      | 1  | 0      | 0      | 1     |
| 15      | Nova Zelanda  | 0  | 4      | 2      | 6     |
| 16      | Alemanya      | 0  | 2      | 1      | 3     |
| 17      | Bèlgica       | 0  | 2      | 0      | 2     |
|         | Finlàndia     | 0  | 2      | 0      | 2     |
| 19      | Àustria       | 0  | 1      | 0      | 1     |
|         | Suècia        | 0  | 1      | 0      | 1     |
| 21      | Dinamarca     | 0  | 0      | 2      | 2     |
| 22      | Argentina     | 0  | 0      | 1      | 1     |
|         | Croàcia       | 0  | 0      | 1      | 1     |
|         | Eslovènia     | 0  | 0      | 1      | 1     |
|         | Estònia       | 0  | 0      | 1      | 1     |
|         | Rússia        | 0  | 0      | 1      | 1     |
|         | Ucraïna       | 0  | 0      | 1      | 1     |
|         | TOTAL         | 32 | 32     | 32     | 96    |